# Метробудівників (станція метро, Дніпро)
«Метробудівникі́в» — станція Центрально-Заводської лінії Дніпровського метрополітену. Розташована між станціями «Вокзальна» та «Металургів».
Відкрита 29 грудня 1995 року в першій черзі побудови метрополітену в Дніпрі.
Станція має 3 виходи на поверхню. Вихід знаходиться на перехресті проспекту Сергія Нігояна та вулиці Орловської біля центрального входу до Палацу культури ім. Ілліча.
Тип станції — односклепінна глибокого закладення. Довжина посадкових платформ — 102 м.
Режим роботи — 05:35 — 23:00.
Мобільне покриття відсутнє.
Колійний розвиток відсутній.

## Фотогалерея

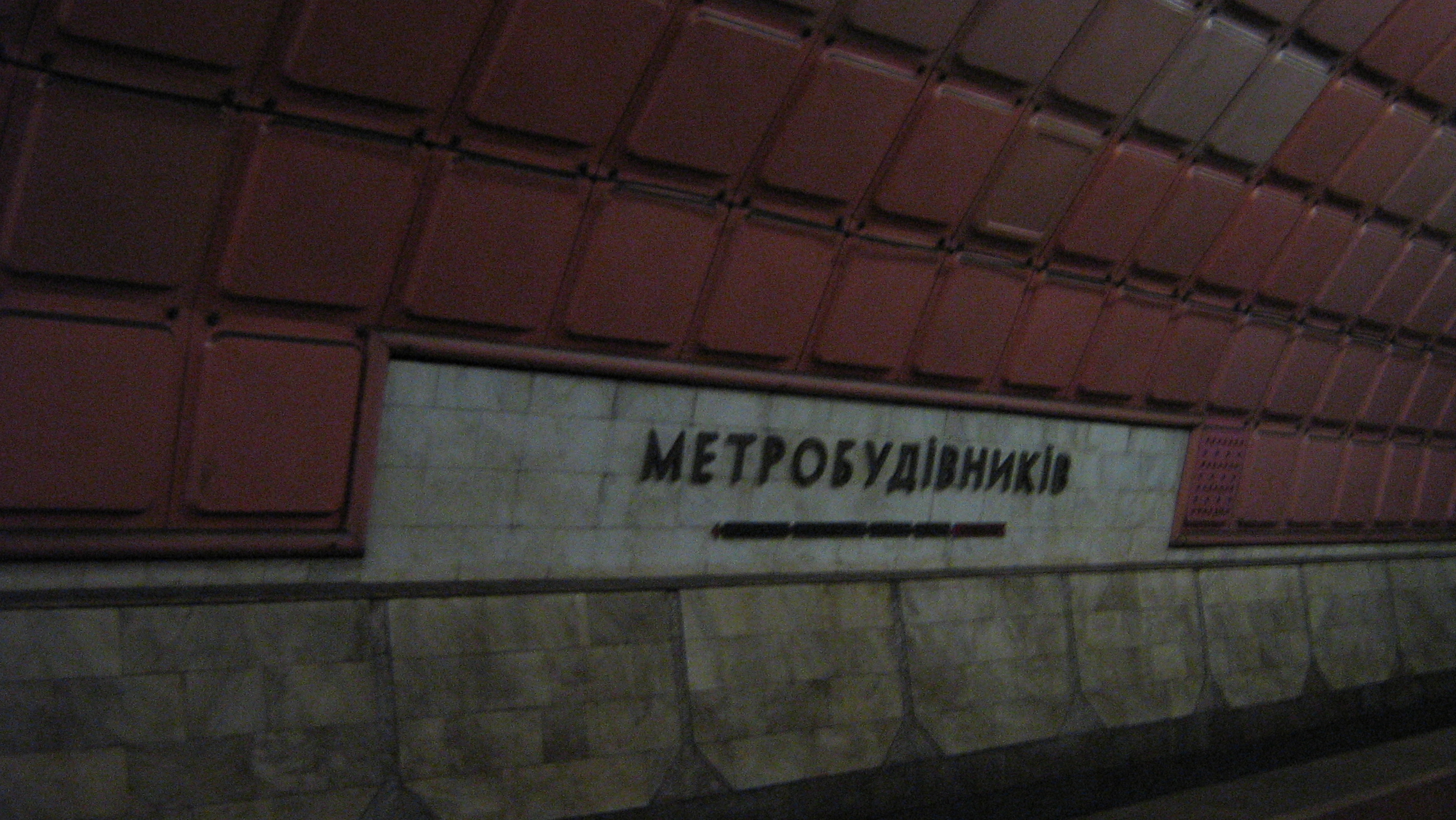
Назва на колійній стіні
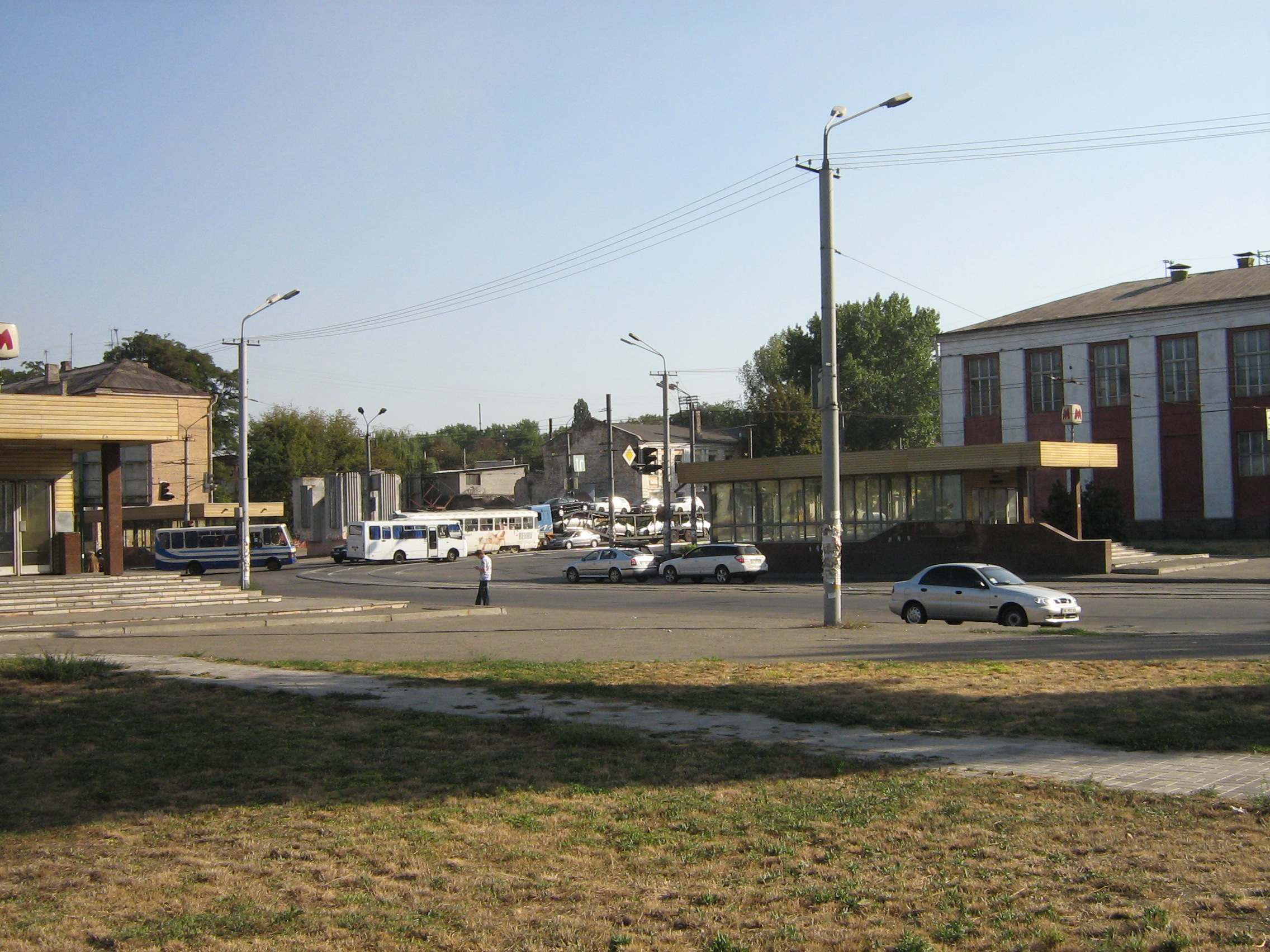
Виходи станції
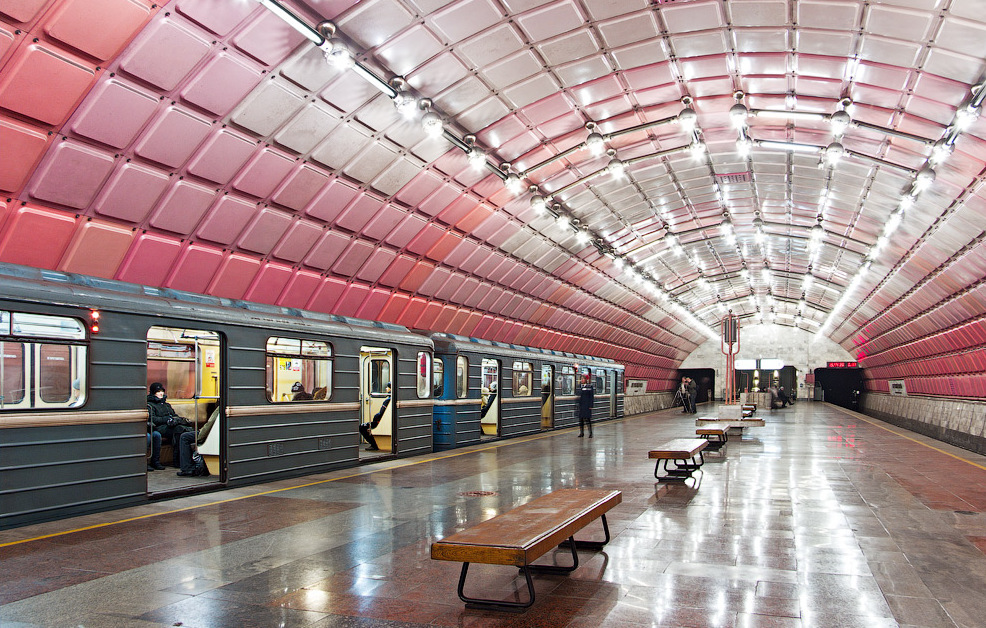
Потяг на станції

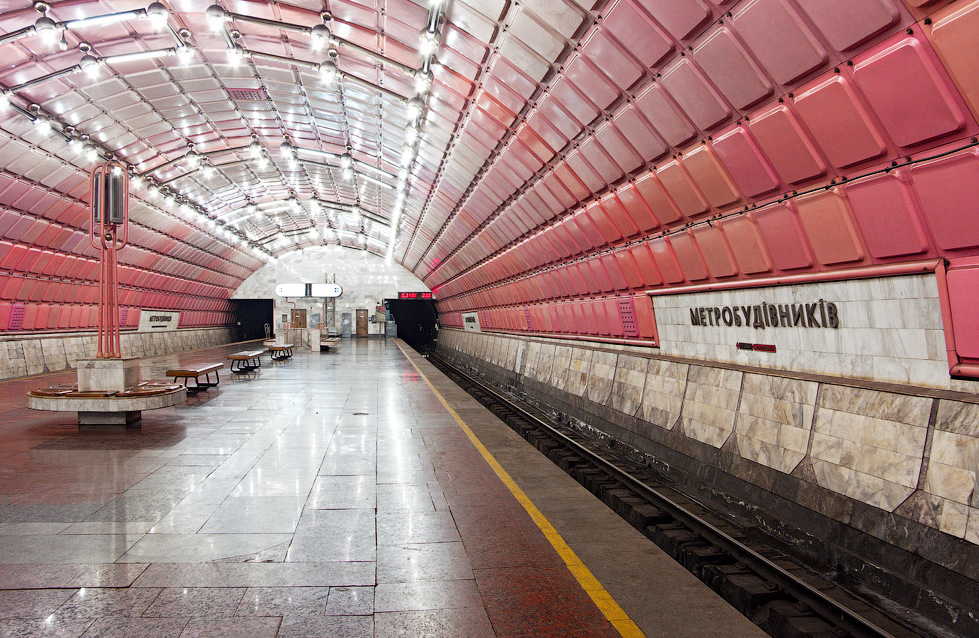
Платформа станції
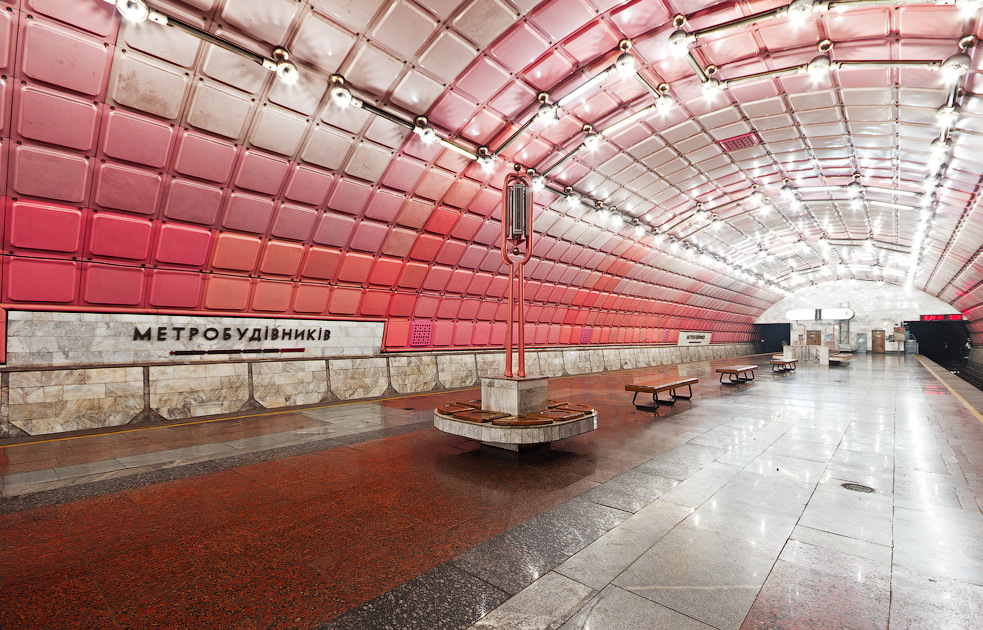